# 눈동자는 다이아몬드/푸른 포토그래프
〈눈동자는 다이아몬드/푸른 포토그래프〉(일본어: 瞳はダイアモンド/蒼いフォトグラフ 히토미와다이아몬도/아오이훠토그라후[*])는 일본의 가수 마츠다 세이코의 15번째 싱글 앨범으로, 1983년 10월 28일 발매되었다. (7" Vinyl: 07SH-1421) 두 곡 모두 작사를 마츠모토 타카시, 작곡은 쿠레다 카루호(呉田軽穂, 마츠토야 유미의 필명), 편곡은 마츠토야 마사타카가 맡았다. 〈푸른 포토그래프〉는 TBS 드라마인 《청(靑)이 지다》의 오프닝 곡으로도 사용되었다. 처음에는 〈푸른 포토그래프〉가 B사이드 곡으로 취급되었으나 이내 양면 A사이드 형태로 다시 발매되었으며, 자연스럽게 "蒼いフォトグラフ"라는 제목 글자도 처음과는 달리 갑절 이상 커지게된다.
이 작품은 1983년 11월 7일에 오리콘 싱글 차트에서 1위를 기록했으며, 같은달 21일에 다시 한번 1위에 올랐고, 월간 차트에서도 11월과 12월에까지 정상을 유지했다. 〈눈동자는 다이아몬드〉의 경우 당대의 음악 순위 프로그램인 《더 베스트텐》에서 11월 24일부터 1984년 1월 12일까지, 8주 연속으로 1위에 오른 바 있으며, 다른 순위 프로그램인 《더 톱텐》에서도 1위를 기록한 적이 있다.

## 수록곡
| #            | 제목                                           | 작사            | 작곡          | 편곡              | 재생 시간 |
| ------------ | ---------------------------------------------- | --------------- | ------------- | ----------------- | --------- |
| 1.           | 〈〈눈동자는 다이아몬드〉〉 (瞳はダイアモンド) | 마츠모토 타카시 | 쿠레다 카루호 | 마츠토야 마사타카 | 4:17      |
| 2.           | 〈〈푸른 포토그래프〉〉 (蒼いフォトグラフ)     | 마츠모토 타카시 | 쿠레다 카루호 | 마츠토야 마사타카 | 3:56      |
| 총 재생 시간 | 총 재생 시간                                   | 총 재생 시간    | 총 재생 시간  | 총 재생 시간      | 8:13      |